# Peter McRobbie
Peter McRobbie (Hawick, 31 de enero de 1943) es un actor de carácter estadounidense de origen escocés.

## Carrera
McRobbie tiene en su haber más de 60 películas y series de televisión. Las películas incluyen Spider-Man 2, World Trade Center, Sleepers y Balas sobre Broadway.
En 1997 hizo el doblaje de voz (como Peter Mcrobbie) del pequeño prefecto fascista en la versión estadounidense de La vida es bella (1997), de Roberto Benigni.
También ha tenido papeles recurrentes en la serie de televisión Ley y orden: Unidad de víctimas especiales y Ley y orden. En estas dos series McRobbie ha representado quizás su papel más famoso hasta la fecha: el juez Walter Bradley.
McRobbie también obtuvo una gran atención por su interpretación de John C. Twist en la película Brokeback Mountain (2005).
McRobbie representó a George H. Pendleton en Lincoln (2012) como el opositor más virulento de Lincoln en la Cámara de Diputados en relación con la enmienda constitucional que prohibió la esclavitud. También apareció en la película Inherent Vice (2014) y fue coprotagonista de The Visit (2015), de M. Night Shyamalan.

## Vida personal
McRobbie nació en la ciudad de Hawick (Escocia), a 470 km al norte de Londres.
Es hijo de la escritora Mary Heigh Fleming y del tendero William McRobbie.
McRobbie emigró a Estados Unidos con su familia cuando era niño. Creció en Milford (Connecticut) y se graduó de la Universidad de Yale con una licenciatura en teatro.
También sirvió brevemente en el ejército de Estados Unidos.
McRobbie está casado con Charlotte, y es padre de dos hijos, Oliver y Andrew.

## Filmografía
- 1980: A Jury of Her Peers (cortometraje) como el fiscal del condado
- 1981: Nero Wolfe (serie) como Robert Cruidshank
- 1983: Matt Houston (serie) como David
- 1983: Zelig como orador en el mitin obrero
- 1985: La rosa púrpura del Cairo como el comunista
- 1985: Izzy & Moe (película de televisión) como policía
- 1985: The Beniker Gang como el señor Millhauser
- 1986: The Manhattan Project como Electronics
- 1988: Big como el tercer ejecutivo
- 1988: Doubletake (película de televisión) como el terapeuta sexual
- 1988: In the Line of Duty: The F.B.I. Murders (película de televisión) como John Hanlon
- 1989: A Man Called Hawk (serie) como Charlie
- 1989: American Playhouse (serie).
- 1990: H.E.L.P. (serie de televisión) como el doctor Sanford
- 1991: Golden Years (serie) como el teniente McGiver
- 1991: Johnny Suede como Flip Doubt
- 1991: Shadows and Fog como mesero
- 1992: School Ties como capellán
- 1993: And the Band Played On (película de televisión) como el doctor Max Essex
- 1993: Acapulco H.E.A.T. (serie) como Housten
- 1994: Twilight Zone: Rod Serling's Lost Classics (película de televisión).
- 1994: Disparos sobre Broadway como el hombre en el teatro
- 1995: The Neon Bible como el reverendo Watkins
- 1995: Palookaville como el jefe de policía
- 1995: Poderosa Afrodita como el exdueño de la casa que alquilaba Linda
- 1996: Big Night como el oficial de préstamos
- 1996: Harvest of Fire (película de televisión) como Reuben Troyer
- 1996: Sleepers como el abogado
- 1996: The Associate como el ejecutivo en el club de strip tease
- 1997: New York Undercover (serie) como el inspector Reznor
- 1997: Picture Perfect como el ejecutivo del segundo anuncio
- 1997: Path to Paradise: The Untold Story of the World Trade Center Bombing (película de televisión) como el abogado
- 1997: Deconstructing Harry como el hombre dañado
- 1998: Witness to the Mob (película de televisión) como George Pape
- 1998: Jaded como el Dr. Mancuso
- 1998: Ojos de serpiente como Gordon Pritzker
- 1998: Side Streets como Stelu
- 1998: Celebrity como el fan del padre Gladden en el vestíbulo
- 1998: The Adventures of Sebastian Cole como director
- 1999: A Fish in the Bathtub como el padre Malachy
- 1999: Kill by Inches como el invitado al salón de baile
- 2000: Now and Again (serie) como el Dr. Prescott
- 2000: Cupid & Cate (película de televisión) como el Dr. Brimmer
- 2000: Ladrones de medio pelo como el abogado de Frenchy
- 2000: Shaft como el teniente Cromartie
- 2000: Hamlet (película de televisión) como el sacerdote
- 2001: The Atlantis Conspiracy (película de televisión) como Mr. Dumbrowski
- 2001: The American Astronaut como Lee Vilensky
- 2000-2001: Los Soprano (serie) como el padre Félix
- 2001: Love the Hard Way como el médico de la prisión
- 2001: Law & Order: Criminal Intent (serie) como el padre Capanna
- 2001: 100 Centre Street (serie) como el capitán Korshok/director
- 2002: Max Bickford (serie) como el mayor Owens
- 2004: Spider-Man 2 como el representante de la empresa OsCorp
- 2004: Messengers como Stuart Quinn
- 2004: Corn como Peder Gleck
- 2005: Sometimes in April (película de televisión) como el superior de Bushnell
- 2005: Law & Order: Trial by Jury (serie) como el juez Walter Bradley
- 2005: Stella (serie) como Mr. Mueller
- 2005: Brokeback Mountain como John Twist
- 2005: The Notorious Bettie Page como Gangel
- 2006: Find Me Guilty como Peter Petraki
- 2006: 16 Blocks como Mike Sheehan
- 2006: Conviction (serie) como el juez Walter Bradley
- 2006: World Trade Center como el padre de Allison
- 2006: The Hoax como George Gordon Holmes
- 2007: Gracie como el directo Enright
- 2007: Mercy (cortometraje) como Tom
- 2008: The Understudy como Edward
- 2008: As the World Turns (serie) como el juez Harold Rice
- 2007-2009: Damages (serie) como el juez Sanford Toomey
- 2009: Ugly Betty (serie) como Chairman
- 2009: Split Ends como Nathan Berry
- 2009: Mercy (serie) como el Dr. Melvoy
- 1991-2009: Law & Order (serie) como el juez Walter Bradley / Dr. Thomas Neustadt / Herbert Fowler /...
- 2009: White Collar (serie) como Walter
- 2010: God in America (serie) como Thomas Dudley
- 2010: Footsteps como Thaddeus
- 2011: Mildred Pierce (miniserie) como el doctor Gale
- 2011: Dark Horse como Arnie
- 2011: I Don't Talk Service No More (cortometraje) como Buddy
- 2012: Lincoln como George Pendleton
- 2003-2012: La ley y el orden: Unidad de víctimas especiales (serie) como el juez Walter Bradley
- 2013: Muhammad Ali's Greatest Fight como Erwin Griswald
- 2013: The Immigrant como el doctor Knox
- 2013: Lo mejor de nuestras vidas como el agente del departamento de inmigración
- 2010-2013: El imperio del contrabando (serie) como Supervisor Elliot / Frederick Elliot
- 2013: Elementary (serie) como Milton Van Kirk
- 2014: Aloft como Ike
- 2014: Karl Manhair, Postal Inspector (serie) como inspector de zona Wayne Mersky
- 2014: Believe (serie) como Lofton, el director del FBI
- 2014: Inherent Vice como Adrian Prussia
- 2014: The Good Wife (serie) como el profesor George Paley
- 2014: Banshee Origins (miniserie).
- 2015: The Blacklist (serie) como el hombre en el teléfono
- 2015: Daredevil (serie) como el padre Lantom
- 2015: The Visit como Pop Pop
- 2015: Bridge of Spies como Allen Dulles
- 2016: Confirmation (película de televisión) (en posproducción) como Alan Simpson
- 2017: Ambition's Debt (filmando) como Caius Cassius